# 金剛角心流
金剛角心流（こんごうかくしんりゅう）は、柔術、小具足の流派である。

## 歴史
戸田一得斎が開いた流派。二代目は戸田隼人とされる。福井藩で学ばれていた。

## 内容
表居組
波枕、頭留、引返、矯返、踏込、位、透、障、移、羽搦、履返
捕者
小手巻、取手返、片羽取、浮船、屏風返、山月、繋糸、車止、引立、浦浪、踏留、取堅、松風、千鳥返
立合
誘返、右翼取、左翼取、小手返、胸留、諸羽搦、屓枕、小手搦、入詰、向漆、透留、引落、飛違、四手組、〇外、表裏、手詰返、小手扱、朽木倒、天狗倒
真立合
拉、奏者捕、無雙捕、虎乱、左搦、右搦、張合、折付、壁添、瀧落、詰返、未前、山颪、群雲、巻龍、片透、肩車、車返、夢返、右釼、左釼、天狗礫、蹴込詰
奥圓會
捲留、節返、小詰返、大詰返、渦巻、捕返、風車、楯碎、鐺返、波返、地車、木葉返、胸緘、小透、大透、巻藤
小具足
小手切、押、柄留、右眼、左眼、片手扱、諸手扱、袈裟切、開、抜討、相抜、抜合、受流、引波、鞘留
十手業
仕懸、右轉、乗替、中拳、詰、無手詰、捨身
五ケ之大事
稲妻、暗刀、四方刀、八方面、野中幕
変化枕之秘術